# Iatralipta
Iatralipta (en grec antic Ἰατραλειπτής, en llatí iatralipta o iatroaliptes) era el nom donat a l'antiga Grècia i a l'antiga Roma als metges que practicaven la ciència anomenada ἰατραλειπτική ("iatraleiptiké") que significava literalment "metge que cura mitjançant la fricció o la unció", segons diu Plini el Vell a la Naturalis Historia.
Segons Plini el primer que va usar aquest mètode va ser Heròdic de Selímbria al segle v aC. Plini el Jove va ser tractat per un metge iatralipta anomenat Harpocres que va obtenir de l'emperador Trajà la llibertat d'actuació a les ciutats de Roma i Alexandria.
Aulus Corneli Cels utilitza aquesta paraula en diverses parts de la seva obra De Medicina, i també Galè i Paule Egineta, encara que la millor lectura seria alipta, (ἀλεῖπται), una mena de massatgistes que ungien els cossos dels atletes abans i després dels exercicis a la palestra.